# پارک ملی ایزشیما
پارک ملی ایزشیما (به لاتین: Ise-Shima National Park) یک پارک ملی و منطقهٔ مسکونی در ژاپن است که در Honshū, Japan واقع شده‌است.